# Lucas Espindola da Silva
Lucas Espindola da Silva là một cầu thủ bóng đá người Brasil hiện tại thi đấu ở vị trí tiền đạo cho câu lạc bộ Giải bóng đá ngoại hạng Hồng Kông Kitchee.

## Danh hiệu
Kitchee
- Giải bóng đá ngoại hạng Hồng Kông: 2017–18
- Cúp bóng đá Hồng Kông: 2017–18
- Hồng Kông Sapling Cup: 2017–18